# Stanisław Łukasik (dyplomata)
Stanisław Łukasik (ur. 2 grudnia 1964 w Kielcach) – polski urzędnik konsularny; Konsul Generalny RP w Charkowie (2014–2015).

## Życiorys
Stanisław Łukasik w 1988 ukończył historię w Wyższej Szkole Pedagogicznej w Kielcach. We wrześniu 1989 rozpoczął pracę w Departamencie Personalnym Ministerstwa Spraw Zagranicznych. Po dwóch latach przeszedł do Departamentu Konsularnego i Wychodźstwa. Od 1994 do 1999 był III i II sekretarzem Ambasady RP w Moskwie. Od listopada 1999 do października 2002 starszy ekspert w Departamencie Konsularnym; następnie do sierpnia 2005 I sekretarz w Departamencie Konsularnym i Polonii. Od sierpnia 2005 do sierpnia 2009 radca w Moskwie. Od września 2009 do 2014 naczelnik Wydziału Wschodniego Departamentu Konsularnego w stopniu I radcy oraz radcy-ministra. W latach 2014–2015 Konsul Generalny RP w Charkowie.
Zna języki: rosyjski i angielski. Żonaty, ma dwoje dzieci.